# Копитін Ігор Володимирович
Ігор Володимирович Копитін (нар. 12 лютого 1981, м. Легніца, Польща) — український підприємець, політик. Народний депутат України 9-го скликання.

## Сім'я
Одружений, виховує двох дітей. Дружина — Катерина Копитіна, до шлюбу Решетник. Брат дружини — телеведучий каналу СТБ Григорій Решетник ("Холостяк").

## Освіта
Закінчив школу №51 у Миколаєві, Одеський національний університет імені І. І. Мечникова (спеціальність «Правознавство»), а також Харківський національний університет Повітряних Сил імені Івана Кожедуба.

## Кар'єра
З 2009 р. — керівник з продажу та технічного обслуговування літаків та гелікоптерів, а також, міжнародної школи підготовки приватних та комерційних пілотів. Керівник багатьох IT стартапів.
Копитін є екскерівником міжнародного бізнесу з торгівлі автозапчастинами для дизельних авто ТОВ «Автомодерн».
Чемпіон Європи з рукопашного бою у 2009 р.

## Політична діяльність
Кандидат у народні депутати від партії «Слуга народу» на парламентських виборах у 2019 р. (виборчий округ № 129, Центральний район м. Миколаєва, Вітовський район). На час виборів: директор ТОВ «Автомодерн», безпартійний. Проживає в м. Миколаєві.
Член Комітету Верховної Ради з питань національної безпеки, оборони та розвідки, голова підкомітету з питань оборонної промисловості та технічної модернізації.
Член Міжвідомчої комісії з політики військово-технічного співробітництва та експортного контролю.

### ДТП
28 серпня 2024 року пізно ввечері Копитін потрапив у серйозну ДТП, в місті Біла Церква. Автомобіль Toyota Land Cruiser Prado, в якому Копитін знаходився на пасажирському місці, врізався в «бетонну перешкоду». Копитіна госпіталізували з підозрою на перелом хребта і травму голови.

## Допомога ЗСУ
Ігор Володимирович Копитін разом із фондом Ukrainian Freedom, передає дрони підрозділам Державної прикордонної служби України та співпрацює з Департаментом військової розвідки СБУ.
Безпосередньо працював над визволенням із російського полону 215 українських воїнів, серед яких були Азовці, морпіхи та іноземні добровольці, засуджені терористами до страти.